# علی پیروجه
علی پیروزه (قرن۴طبرستان)، معروف به پیروجه شاعر، ادیب و مداح نامدار مازنی و طبری‌زبان سدهٔ ۴ قمری است.
علی پیروزه که در زبان مازندرانی به او پیروجه می گفتند خالق اولین اشعار به زبان طبری بود. پیروزه در قرون سوم و چهارم در دربار آل‌بویه در مدح شاهان بویه اشعاری به سبک پهلوانی می‌گفت. با اینکه خاندان بویه توانستند ایران و عراق را فتح کنند امّا اصالت و زبان مادریِ خویش را فراموش نکردند. وجود شُعَرای طبری‌سرا چون پیروزه و مسته‌مرد در زمانی که زبان‌های محلّیِ ایران چون کردی و لری و بلوچی فاقد ادبیات بودند و گستردگیِ ادبیات زبان طبری، خود گویای این مطلب است.
او همچنین دربارهٔ دردمندیِ خود شعر می‌گفت:

نمونهٔ شعر:
| پیروجه که خود به همیون شو دارو |  | ای دی به سهون کمترمه یا به نیرو |

ترجمه به فارسی:
پیروزه که خود به همدان می‌رود، (ولی) از دیگران به سخنوری کمترم یا به نیرومندی؟